# Nerita tessellata
Nerita tessellata är en snäckart som beskrevs av Gmelin 1791. Nerita tessellata ingår i släktet Nerita och familjen båtsnäckor. Inga underarter finns listade i Catalogue of Life.

## Bildgalleri

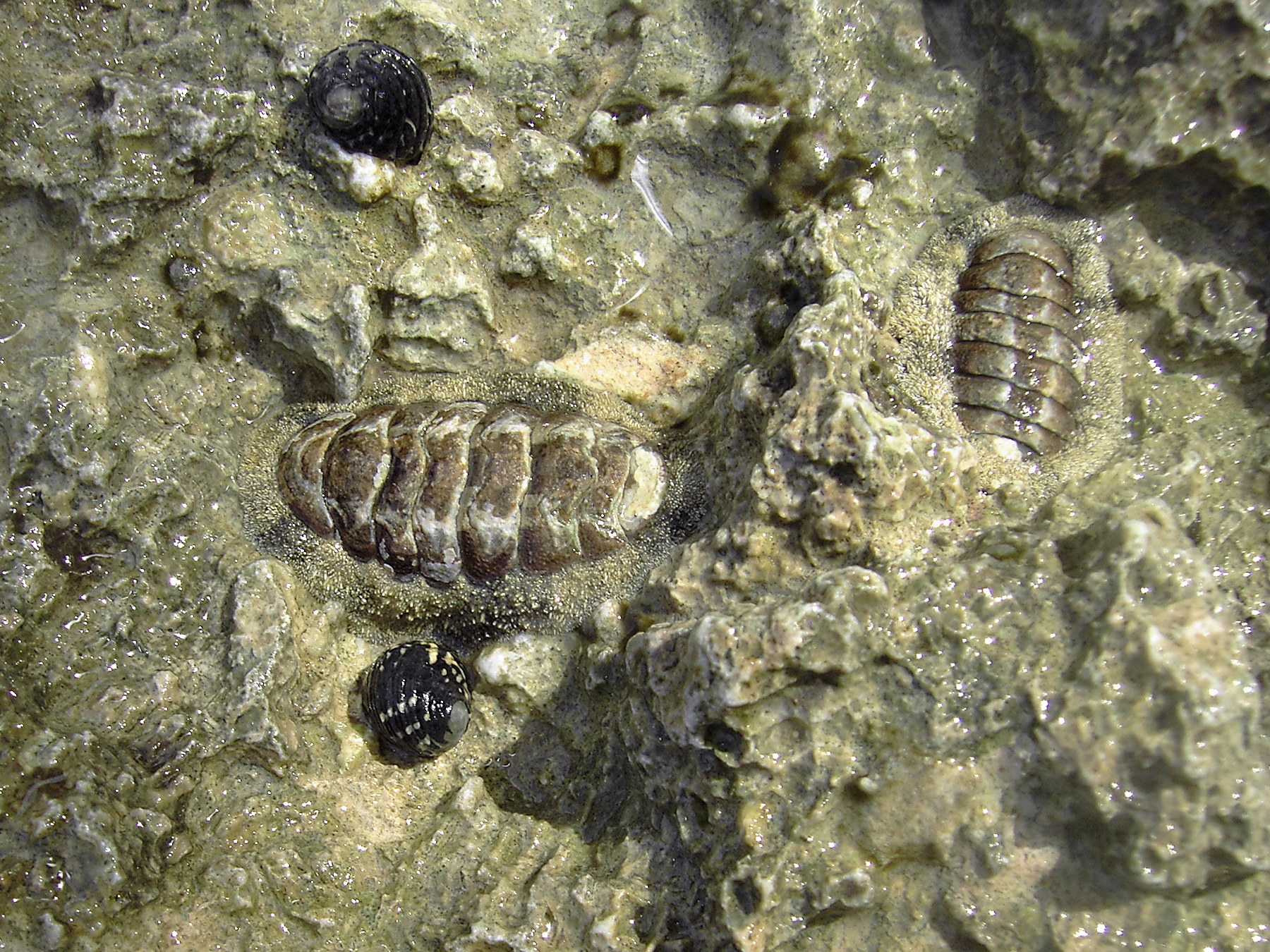
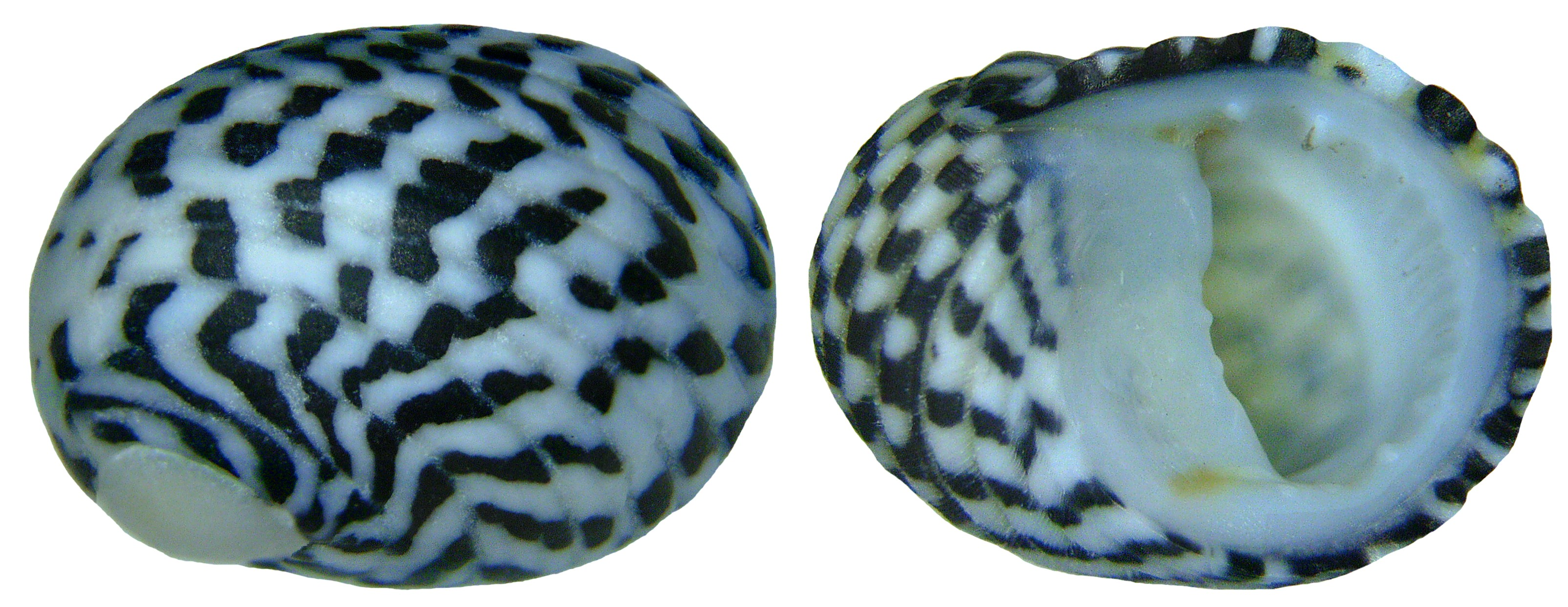
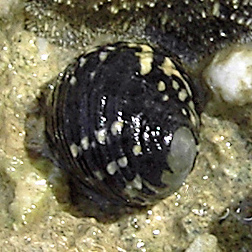